# Ambientalismo verde brillante
El ambientalismo verde brillante es una ideología basada en la creencia de que la convergencia del cambio tecnológico y la innovación social proporciona el camino más exitoso hacia el desarrollo sostenible.

## Origen y evolución del pensamiento verde brillante

Girasol (Símbolo verde)

El término verde brillante acuñado en 2003 por el escritor Alex Steffen, se refiere a una nueva vertiente del ambientalismo, distinta de las formas tradicionales. El ambientalismo verde brillante tiene como objetivo generar prosperidad de una manera ecológicamente sostenible mediante el uso de nuevas tecnologías y un diseño mejorado. Sus defensores promueven y defienden la energía verde, automóviles eléctricos, sistemas de fabricación eficientes, bio y nanotecnologías, computación ubicua , asentamientos urbanos densos, ciclos materiales de circuito cerrado y diseños de productos sostenibles. "Vivir en un planeta" es una frase de uso común. Su enfoque principal es la idea de que a través de una combinación de comunidades bien construidas, nuevas tecnologías y prácticas de vida sostenibles, la calidad de vida puede mejorarse incluso cuando se reducen las huellas ecológicas.

A mediados de siglo veremos un pico de población mundial de unos 9 mil millones de personas, todas las cuales querrán vivir con un nivel razonable de prosperidad y muchas de ellas querrán, como mínimo, un estilo de vida europeo. Considerarán que escapar de la pobreza es su derecho no negociable, pero lograr esa prosperidad con nuestros niveles actuales de eficiencia y uso de recursos destruiría el planeta muchas veces. Necesitamos inventar un nuevo modelo de prosperidad, uno que permita a miles de millones tener la comodidad, la seguridad y las oportunidades que desean al nivel de impacto que el planeta puede ofrecer. No podemos hacer esto sin adoptar la tecnología y un mejor diseño.

El término verde brillante se ha utilizado con mayor frecuencia debido a la difusión de estas ideas a través de Internet y la cobertura reciente en los medios tradicionales.

## Ideología de los verdes

### Luz verde

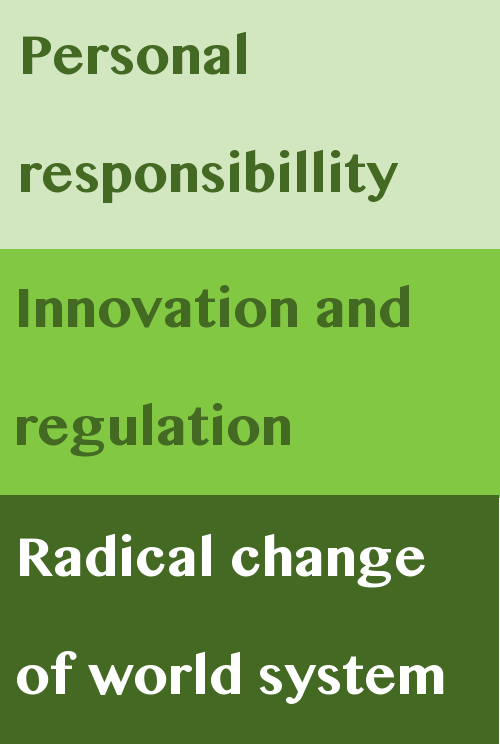
Gráfico de los matices ideológicos de los verdes.

Los Verdes Claros ven la protección del medio ambiente ante todo como una responsabilidad personal, no enfatizan el ambientalismo como una ideología política distinta, ni buscan una reforma política fundamental. En cambio, se pueden centrar en el ambientalismo como una opción de estilo de vida. El lema "El verde es el nuevo negro" resume para muchos esta forma de pensar, esto es diferente del término verde claro, que algunos ambientalistas utilizan para describir productos o prácticas que creen que son un lavado de cara verde.

### Verde oscuro
Por el contrario, los verdes oscuros creen que los problemas ambientales son una parte inherente de la civilización capitalista industrializada y buscan un cambio político radical. Los verdes oscuros creen que los modos de organización social actuales e históricamente dominantes conducen inevitablemente al consumismo, el consumo excesivo, el despilfarro, la alienación de la naturaleza y el agotamiento de los recursos. Suelen justificar que estas prácticas se deben al énfasis en el crecimiento económico que existe dentro de todas las ideologías existentes, una tendencia a veces llamada manía del crecimiento. La marca verde oscuro del ambientalismo se asocia con ideas de ecocentrismo, ecología profunda, decrecimiento, anticonsumismo, posmaterialismo, holismo, la hipótesis Gaia de James Lovelock y, a veces, el apoyo a una reducción del número de seres humanos y/o la renuncia a la tecnología. para reducir el efecto de la humanidad sobre la biosfera.

### Contraste entre verde claro y verde oscuro.
En La canción de la Tierra, Jonathan Bate identifica dos enfoques principales dentro de la teoría ambientalista. Por un lado, están los "verdes blandos", también conocidos como "ambientalistas", quienes consideran que la protección del medio ambiente es principalmente una responsabilidad individual. Por otro lado, están los "verdes oscuros" o "ecólogos profundos", que sostienen que los problemas ambientales son una consecuencia inherente de la civilización industrializada. Estos últimos abogan por un cambio político radical para abordar de manera estructural los retos ecológicos. Esto puede expresarse simplemente como “Conocer la tecnología” versus “Sin tecnología”. (Suresh Frederick en Ecocrítica: paradigmas y praxis ).

### Verde claro
Más recientemente, "los verdes brillantes" han surgido como un grupo de ambientalistas que creen que son necesarios cambios radicales en el funcionamiento económico y político de la sociedad para hacerla sostenible, pero que mejores diseños, nuevas tecnologías y una distribución social más amplia Se necesitan innovaciones y los medios para realizar estos cambios, y que la sociedad no puede detenerse ni protestar por la sostenibilidad. Como escribe Ross Robertson,

El ambientalismo verde correcto tiene menos que ver con los problemas y limitaciones que debemos superar que con las "herramientas, modelos e ideas" que ya existen para superarlos. Abandona la desolación de la protesta y el disenso por la confianza energizante de las soluciones constructivas.

## Perspectiva internacional

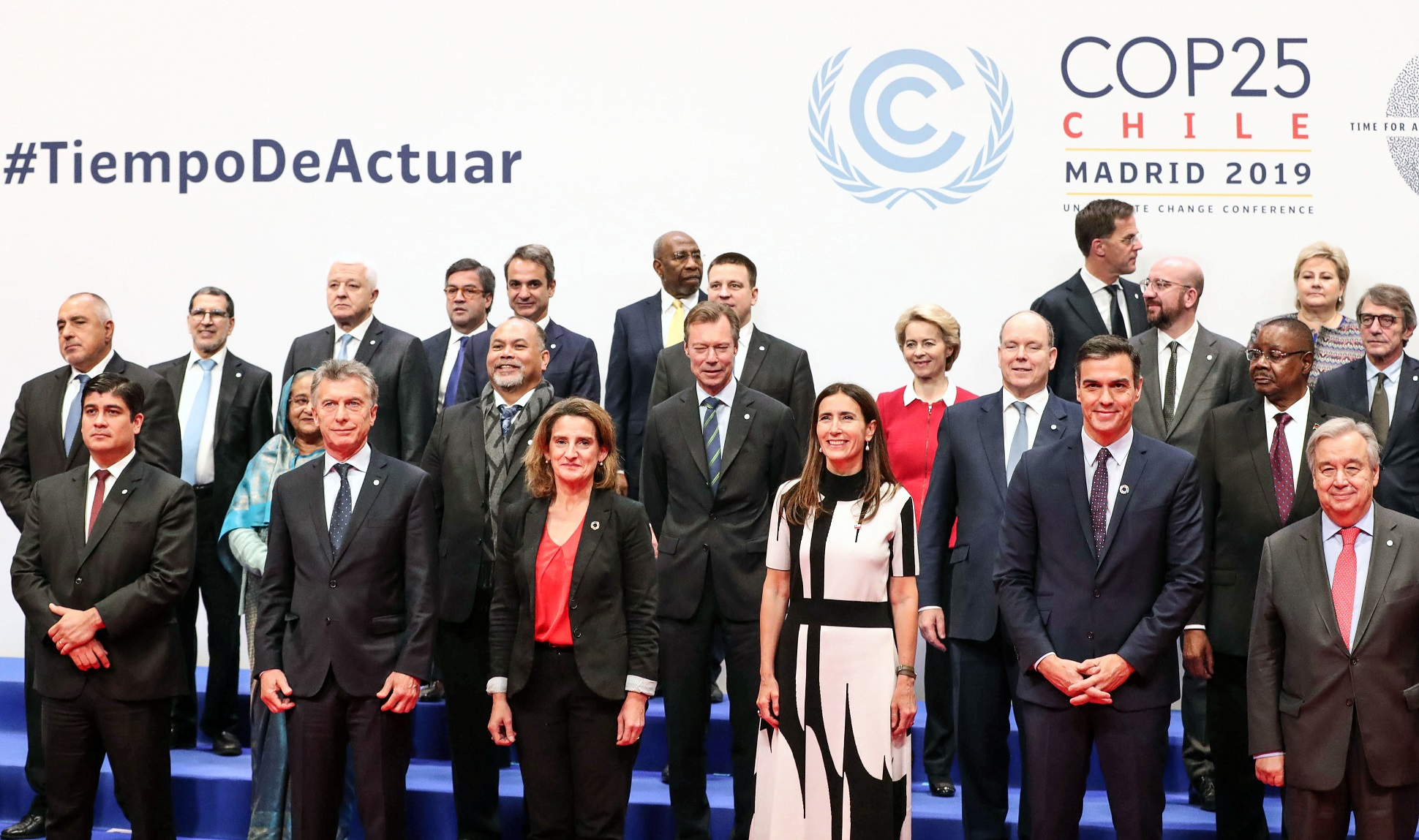
Foto oficial Conferencia de las Naciones Unidas sobre el Cambio Climático de 2019.

El ambientalismo verde brillante es una corriente intelectual entre los ambientalistas norteamericanos (varias empresas, blogs, ONG e incluso gobiernos ahora se autodenominan explícitamente verde brillante; por ejemplo, el documento de planificación estratégica de la ciudad de Vancouver se llama "Vancouver 2020: A Bright Green Future" ), es en el norte de Europa, especialmente en Escandinavia, Alemania, los Países Bajos y el Reino Unido, donde la idea del ambientalismo verde brillante se ha generalizado y extendido ampliamente. Por ejemplo, la exhibición oficial de tecnología y negocios para la Conferencia de las Naciones Unidas sobre el Cambio Climático de 2009 en Copenhague se llamó Bright Green en referencia a esta idea, mientras que el movimiento juvenil danés de activismo climático se llama Bright Green Youth.